# Krigsåret 1981

## Pågående krig
- Afghansk-sovjetiska kriget (1979-1989)
  - Sovjet och Afghanistan på ena sidan
  - Afghanska mujahedin (med stöd från USA, Pakistan och flera arabländer) på den andra sidan

- Inbördeskriget i El Salvador (1979-1992)[1]

- Iran–Irak-kriget (1980-1988)[1]
  - Iran på ena sidan
  - Irak på andra sidan

- Paquishakriget (1981)
  - Ecuador på ena sidan
  - Peru på andra sidan

## Händelser

### Januari
- 13 januari - Nederländernas högsta domstol avslår överklagan från Pieter Menten, som dömts för krigsförbrytelser under andra världskriget.[2]
- 20 januari - USA:s avgående försvarsminister Harold Brown avgår, och enligt hans slutrapport till USA:s kongress skulle ett kärnvapenkrig i full skala mellan USA och Sovjetunionen kosta livet på 165 miljoner amerikaner och 100 miljoner sovjeter. Dessutom skulle offer i andra länder tillkomma.[2]

### Februari
- 11 februari – Romersk-katolska kyrkan i El Salvador uppger att nästan 3 000 personer dödats i El Salvador under januari 1981, i samband med striderna mellan militärjuntan och vänstergerillan FMLN.[2]
- 12 februari – Rivaliserande arméförband i Zimbabwe slåss mot varandra utanför Bulawayo.[2]

### Mars
- 5 mars – USA:s ambassadör Herman Chohen möter Sveriges utrikesminister Ola Ullsten i Stockholm, för att diskutera oroligheterna i El Salvador.[2]

### April
- 2 april – De häftigaste striderna sedan krigsutbrottet 1975-1976 utkämpas i Libanon.[2]
- 10 april – En FN-konvention antas i New York, och förbjuder vapen som brandbomber, försåtminering, landminor och splittervapen.[2]
- 21 april – Enligt Irans inrikesdepartement har två miljarder afghaner flytt till Iran, och minst lika många afghaner har flytt till Pakistan.[2]

### Maj
- 5 maj
  - Den så kallade Afghanistantribunalen att Sovjetunionens krigföring i Afghanistan enligt internationell rätt är ett brott och en aggressionshandling.[2]
  - NATO-ländernas utrikesministrar avslutar ett möte i Rom, där kärnvapenfrågan står främst på dagordningen.[2]
- 27 maj - Svenskan Inga Thorsson får i uppdrag att fortsätta som arbete för Svenska nedrustningsdelegationen i Genève fram till 31 juli 1982.[2]

### Juni
- 3 juni - De fem partierna i Sveriges riksdag enas om att Norden bör hållas fritt från kärnvapen.[2]
- 4 juni - Enligt SIPRI:s årsbok är Sverige nummer 14 i världen bland vapenexportörerna. USA toppar listan före Sovjet, vilka tillsammans varar för 75 % av alla vapenhandel.[2]
- 12 juni – Svenske politikern Olof Palme tas emot i Moskva för möte med Palmekommissionen om nedrustnings- och säkerhetspolitik.[2]
- 22 juni-6 augusti - Cirka 3 000 personer, främst kvinnor, genomför en fredsmarsch från Köpenhamn till Paris[2]

### Juli
- 7 juli – Operation Opera
- 23 juli - Sveriges regering beviljar nåd till hungerstrejkande vapenvägraren Bengt Andersson på Härlanda fängelse, som utbildar sig till präst, och dömts till fängelse då han vägrat även vapenfri tjänst.[2]
- 24 juli - Israel går med på eldupphör i Libanon.[2]

### Augusti
- 8 augusti - USA:s president Ronald Reagan beslutar att USA skall börja tillverka neutronbomben.[2]
- 13 augusti - Svenske politikern Olof Palme uttalar sitt stöd för Norden som kärnvapenfri zon.[2]
- 19 augusti - Amerikanska och libyska stridsflygplan utkämpar en luftstrid över södra Medelhavet. Två libyska flygplan skjuts ned.[2]
- 23 augusti-4 september – Operation Protea
- 24 augusti - Sydafrikanska truppenheter från Sydvästafrika går över gränsen till södra Angola.[2]

### September
- 22 september – Efter ett års krig mellan Iran och Irak beräknas 50 000 personer ha dödats.[2]

### Oktober
- Oktober – Vid månadens slut massakreras ett hundratal män, kvinnor och barn i Usulutanprovinsen i El Salvador.[2]
- 10 oktober - Cirka 300 000 personer deltar i en fredsmarsch i Bonn[2]
- 15 oktober - USA:s försvarsminister Caspar Weinberger besöker Sverige i tre dagar.[2]
- 23 oktober - 25-årsminnet av Ungernrevolten uppmärksammas i dagarna.[2]
- 27 oktober – En sovjetisk ubåt går på grund i Karlskrona skärgård.[2]
- 30 oktober - USA:s senat godkänner att USA säljer AWACS-militärflygplan till Saudiarabien.[2]

### November
- 6 november – Den sovjetiska ubåt som i föregående vecka gick på grund i Karlskrona skärgård bogseras ut från Sveriges vatten.[2]
- 14 november – IRA inleder en ny offensiv i Nordirland.[2]
- 15 november – Saudiarabien lämnar fram en fredsplan där Israel erkänns.[2]
- 18 november – USA:s president Ronald Reagan meddelar att han är redo att avstå från utplaceringen av robotvapen i Europa.[2]

### December
- 1 december - Nedrustningssamtal inleds i Genève mellan USA och Sovjetunionen.[2]
- 8 december - Svenska försvarets materialverk skriver kontrakt med Kockums varv i Malmö om leverans av fyra ubåtar.[2]

## Avlidna
- 1 september - Albert Speer, tysk rustningsminister under andra världskriget.[2]
- 16 oktober - Moshe Dayan, 66, israelisk general.[2]

### Fotnoter
1. 1 2  ”Chronological List of All Wars”. Arkiverad från originalet den 9 oktober 2014. https://web.archive.org/web/20141009082543/http://www.correlatesofwar.org/COW2%20Data/WarData_NEW/WarList_NEW.pdf. Läst 29 juni 2011.
2. 1 2 3 4 5 6 7 8 9 10 11 12 13 14 15 16 17 18 19 20 21 22 23 24 25 26 27 28 29 30 31 32 33 34 35 36   Horisont 1981. Bertmarks